# ماريان دوكينز
ماريان دوكينز (بالإنجليزية: Marian Stamp Dawkins)‏ هي عالمة سلوك الحيوان وأحيائية بريطانية، ولدت في 13 فبراير 1945 في هيرفورد في المملكة المتحدة.